# Brot und Spiele
Pour les articles homonymes, voir Brot.

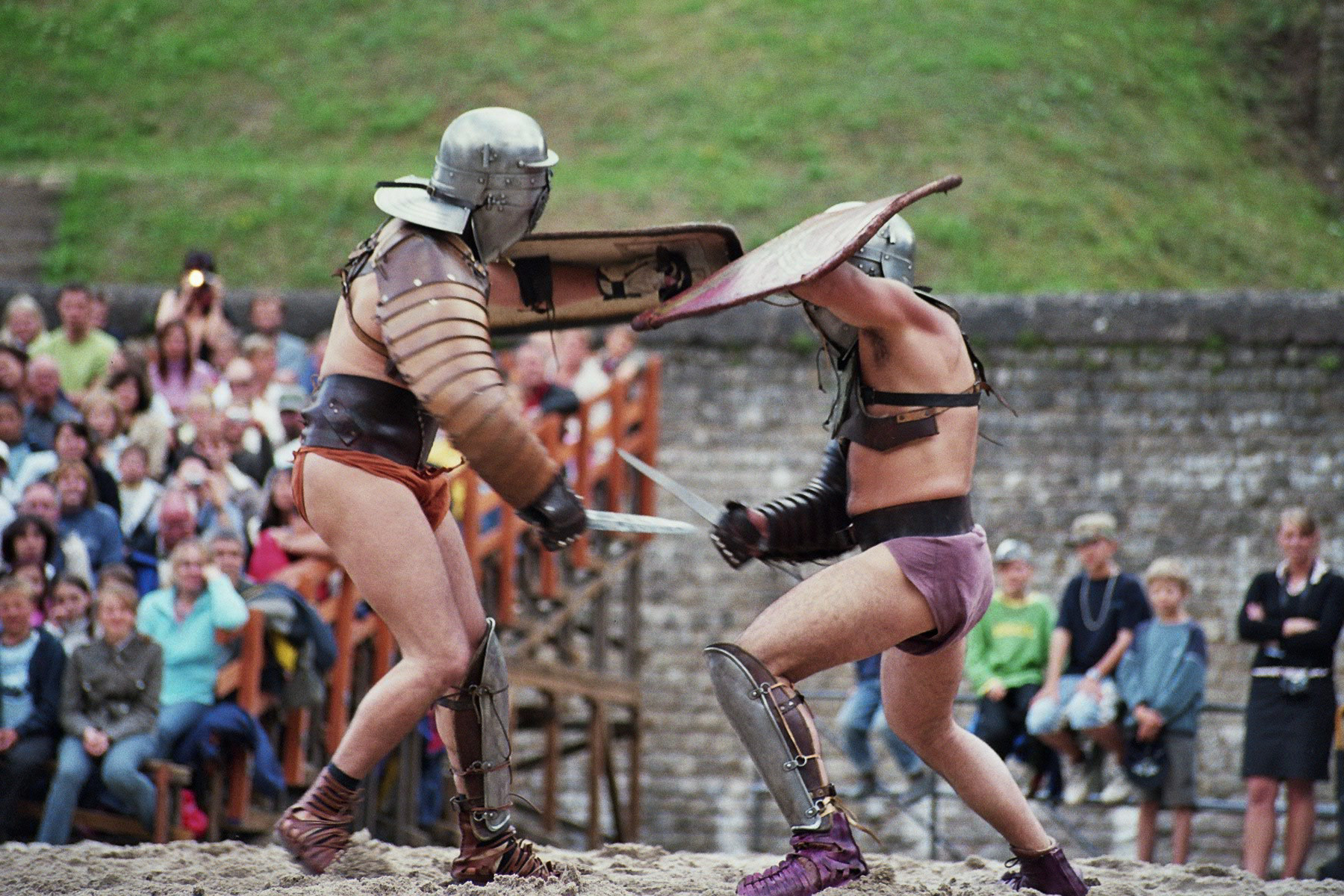
gladiateurs dans l'amphithéâtre.

Schwerter, Brot und Spiele (« Du pain et des jeux » en français) est un festival romain en Allemagne. Le festival a lieu chaque année au mois d'août à Trèves, la plus ancienne ville d'Allemagne, de 1997 à 2012, puis dans le parc archéologique de Xanten les années suivantes. L'événement englobe combats de gladiateurs dans l'amphithéâtre de Trèves et présentation de la vie militaire et civile des Romains dans les thermes impériaux de Trèves.